# Savannezwaluw
De savannezwaluw (Cecropis abyssinica) is een zangvogel uit de familie van de zwaluwen (Hirundinidae).

## Verspreiding en leefgebied
Deze soort komt wijdverspreid voor in Afrika en telt zes ondersoorten:
- C. a. puella (Temminck & Schlegel, 1845): van Senegal en Gambia tot noordelijk Kameroen.
- C. a. maxima (Bannerman, 1823): van zuidoostelijk Nigeria tot de zuidwestelijke Centraal-Afrikaanse Republiek.
- C. a. bannermani (Grant, CHB & Mackworth-Praed, 1942): de noordoostelijke Centraal-Afrikaanse Republiek en zuidwestelijk Soedan.
- C. a. abyssinica (Guérin-Méneville, 1843): van oostelijk Soedan tot Somalië.
- C. a. unitatis (Sclater, WL & Mackworth-Praed, 1918): van Equatoriaal Guinee en Gabon tot zuidelijk Somalië en zuidelijk naar Angola, Botswana en oostelijk Zuid-Afrika.
- C. a. ampliformis (Clancey, 1969): van Zuidelijk Angola en noordelijk Namibië tot westelijk Zambia en noordwestelijk Zimbabwe.

## Status
De grootte van de populatie is niet gekwantificeerd maar de soort wordt omschreven als algemeen. Op de Rode lijst van de IUCN heeft deze soort de status niet bedreigd.